# Костинська Наталія Євгенівна
Наталія Євгенівна Костинська, до шлюбу Рябініна (нар. м. Юрюзань Челябінської області, РРФСР) — українська фармаколог, громадська діячка і педагог. Доктор медичних наук, професор. Викладає та практикує гомеопатію і антропософську медицину.

## Життєпис
Закінчила Челябінський медичний інститут, в якому працювала з 1973 р. на кафедрі фармакології асистентом, доцентом, завідувачем курсом клінічної фармакології.
З 1990 — доцент кафедри клінічної фармакології та фітотерапії Національної медичної академії післядипломної освіти імені П. Л. Шупика в місті Києві.
Завідує кафедрою фундаментальних дисциплін, з курсами гомеопатії і антропософської медицини, у Міжнародній академії екології та медицини (м. Київ), ректор ТзОВ «Інститут гомеопатії „Протос“».

## Науковець
У 1978 захистила кандидатську дисертацію, на тему «Деякі патофізіологічні механізми відновлення функцій печінки ретаболілом при її токсичному ураженні тетрахлорметаном», в м. Челябінську, за спеціальністю «Патофізіологія».
Довела, що реалізація імуноактивних властивостей ГАМК-ергічних речовин опосередковується і через центральні механізми, і через прямий вплив на відповідні рецептори клітин, що беруть участь в імунній відповіді. Також виявила помірну імуномоделюючу активність пірацетаму, відносно стимуляції антитілоутворення.
У 1991 році захистила докторську дисертацію на тему «Імунофармакологічне дослідження ролі ГАМК-ергічних механізмів в нейрогуморальній регуляції імунної системи», за спеціальністю «Фармакологія», в НДІ фармакології і токсикології м. Києва
Авторка монографій рос. «Лекарственные растения для детей», «Детская зеленая аптека», «Клиника и лечение легкой закрытой черепно-мозговой травмы и ее последствий», «Семейная гомеопатия», «Гомеопатические препараты в гастроэнтерологии» та інших наукових праць.
Під її керівництвом захищено дві кандидатські дисертації з вивчення ефективності гомеопатичних ліків, за спеціальністю «Клінічна фармакологія», в Інституті фармакології і токсикології АМН України:
- Секер Тетяна Михайлівна за темою «Лікувальна ефективність гомеопатичних засобів у немовлят з підвищеною збудливістю внаслідок гіпоксично-ішемічних уражень нервової системи» (2008);
- Галушко Наталія Володимирівна за темою «Підвищення ефективності фармакотерапії неускладненій виразковій хворобі дванадцятипалої кишки гомеопатичними засобами» (2003).

## Громадська діяльність
З 1992 року — заступниця Генерального директора Української асоціації народної медицини, одна із засновників Київського медичного університету УАНМ, завідувачка кафедри гомеопатії. Під час її завідування на кафедрі читався курс «медичної астрології»
За її ініціативою Україна в 1997 прийнята в Міжнародну медичну гомеопатичну лігу (LMHI). Протягом восьми років (1997—2004) Наталія Костинська була національним віце-президентом LMHI в Україні.
Є членом Асоціації гомеопатів України.
У 2002 р. Українське товариство антропософських лікарів, під її керівництвом, було прийняте до Міжнародного об'єднання антропософських лікарських товариств (IVAA).
В 2013 р. Костинська Н. Є. сертифікована медичною секцією Вищої духовної школи, як викладач антропософської медицини.
Академік Міжнародної академії інтегративної антропології.

## Погляди на медицину
На думку Наталії Костинської, людський організм складається з 4 рівнів: «фізичного тіла», «астрального тіла», «ефірного тіла», «Я-організації». Складна взаємодія цих субстанцій, на переконання дослідниці, призводить до хвороби та одужання:
|  | При вдиху й скороченні м'язів астральне тіло щільно входить до фізичного, а при видиху й розслабленні м'язів воно витісняється ефірним тілом, яке поповнює затрачені ресурси. Ефірне тіло більш щільно пов'язане з фізичним тілом, ніж з тілом астральним. Можливо, тому астральне тіло, тіло відчуттів є причиною багатьох хвороб, у той час як ефірне тіло — універсальним цілителем. |

В 2008 році виступила з критикою вакцинації молоді проти кору. Водночас вона заявила: «Щеплення треба робити лише коли їдеш подорожувати країною, де сильні епідемії, наприклад, малярії. Ось таке щеплення просто необхідне». (Вакцини проти малярії станом на 2008 рік не існувало. Втім, прибічники антропософської медицини часто опираються щепленню, що призводило до численних спалахів епідемії кору в Бельгії, Австрії, Великій Британії, Нідерландах, Німеччині в 1999—2010 роках.
Антинаукові твердження і заклики проти вакцинації містяться також у популярній статті для журналу «Мой ребенок»:
|  | детские инфекционные болезни также имеют психосоматическую основу. Той же корью, дифтерией и другими детскими и недетскими инфекционными болезнями может заболеть только тот ребенок, у которого для этого есть психологическое основание. |

## Книги та статті
Книги
- Лекарственные растения для детей : учебное пособие для преподавателей и студентов медицинских вузов / Н. Е. Костинская. — Киев : Медэкол УкрРНПФ «Медицина-экология», 1995. — 215, [1] с. — ISBN 5-7707-9080-6.
- Детская зеленая аптека / Н. Е. Костинская. — Минск : Універсітэцкае, 1999. — 279 с. — (Популярная энциклопедия). — ISBN 985-09-0320-1.
- Гомеопатические препараты в гастроэнтерологии / Н. Е. Костинская [и др]. — Киев : Перун ; Ірпінь : [б. и.], 1998. — 95 с. — (Мир натуральной медицины). — ISBN 966-569-195-3.
- Семейная гомеопатия / Н. Е. Костинская, И. Г. Павловская. — Київ : Перун ; Ірпінь : [б. в.], 1998. — 156 с. — ISBN 966-569-006-X.
- Клиника и лечение закрытой черепно-мозговой травмы и её последствий / А. Я. Теленгатор, Н. Е. Костинская. — Киев : Феникс, 2005. — 48 с.
- Заткните уши, или Как относиться к здравому смыслу. О чувствах ребёнка / Н. Е. Костинская. — Киев : Наири, 2014. — 114 с. — ISBN 978-9-66883-889-7.
- Крокодилиця поспішає на допомогу. Окапі / Н. Є. Костинська. — Київ : Glowberry books, 2014. — ISBN 978-966-97-353-24.

Найважливіші статті
- Гомеопатические препараты в неонатологии / Н. Е. Костинская // Неонатологія : навчальний посібник / П. С. Мощич, О. Г. Суліма, Ю. Г. Антипкін та ін. ; за ред. П. С. Мощича, О. Г. Суліми. — Київ : Вища школа, 2004. — С. 113—118. — 407 с. — ISBN 966-642-179-8.
- Опасности и риски высоких разведений (потенций) гомеопатических лекарств: миф и реальность / Н. Е. Костинская // Український гомеопатичний щорічник / Одеський національний медичний університет. — 2009. — Т. 12.
- Дитячі інфекції як психосоматичні захворювання / Н. Є. Костинська // Педіатрія, акушерство та гінекологія [Архівовано 7 жовтня 2015 у Wayback Machine.] : [рецензуємий журнал] / Академія медичних наук України, Асоціація педіатрів України, Асоціація акушерів-гінекологів України. — Київ, 2010. — Т. 72, № 2. — С. 31—34. — ISSN 0031-4048.
- Четыре уровня человеческой организации и их значение для борьбы с воспалением и старением / Н. Е. Костинская (рос.) // Вісник морфології : рецензований журнал / Вінницький національний медичний університет. — 2010. — Т. 16, № 2 [Архівовано 6 жовтня 2015 у Wayback Machine.]. — С. 484—487. — ISSN 1818—1295.